# Medinilla quadrialata
Medinilla quadrialata är en tvåhjärtbladig växtart som beskrevs av Jisaburo Ohwi och Regalado. Medinilla quadrialata ingår i släktet Medinilla och familjen Melastomataceae. Inga underarter finns listade i Catalogue of Life.